# Космач (Івано-Франківський район)
Косма́ч — село в Україні, в Івано-Франківському районі Івано-Франківської області. Населення становить 1517 осіб. Входить до складу Дзвиняцької сільської громади.

## Розташування
Село забудоване вздовж потоку Велика Маскова, що тече з заходу на схід. Річка бере початок із двох джерел понад селом, з-під гори, яку називають Зруби або Малий Верх. Два інші верхи цієї гори: Китван і Клива. З гори можна побачити інші села: на заході село Луква або Прислуп, на південний схід сел. Солотвин, на півдні — села Кривець та Раковець, а дальше село Пороги, на сході — Дзвиняч, Жураки, Монастирчани, на північний схід — село Росільна.
До села належать присілки Саджівки, Космачівка і Раків Потік. Також космачани умовно виділяють у селі ще Погарі та Луги.

## Історія
Перша письмова згадка про село є в джерелах за 1785—1788 років.
З достовірних джерел відомо, що село почалося із присілку Космачівка.
Головна сільська вулиця починалася під самим лісом на заході і йшла на схід, паралельно з річкою і закінчувалася при гостинці, що його звали Греблі, який ішов з півночі села Росільної, перетинав кінець села Космача і переходив на півдні до Заріччя — Солотвини. Річка перетинала гостинець і текла далі в луги і там закінчувалося село. До сімдесятих років XX століття в селі Космач лише одна вулиця мала власну назву — це Ма́рина вулиця. Всі інші вулиці не мали найменування. Із покоління в покоління передавалась згадка про Марину, яка врятувала місцевих людей, направивши татарське військо в інший бік. Татари і турки вбили Марину (Мар'яну), а люди згодом назвали вулицю, на якій жила ця жінка, Мариною. Кожен житель Космача добре знає, що це найдавніша вулиця в селі. Доми були побудовані по обох боках сільської річки й вулиці, — так що воду з річки носили до хат як з однієї, так і з другої сторони. Криниць майже не було. 
У лютому 1915 року на території Космача відбувся бій між російськими та австро-угорськими військами. У 1920—1930-х роках через важке матеріальне становище з села емігрувало понад 30 осіб. У липні 1943 року через село проходили частини партизанського з'єднання під проводом Сидора Ковпака.
На 01.01.1939 р. в селі проживало 1430 мешканців (1415 українців і 15 поляків).

## Релігія
- Церква Святого Дмитрія Солунського була збудована в 1869 році (перед тим була церква Зіслання Святого Духа, яка згоріла в 1860 році), в 1904 році розбудували бабинець.[2] Перебуває в користуванні громади ПЦУ, Богородчанське благочиння, Івано-Франківсько-Галицька єпархія ПЦУ.

## Соціальна сфера
У Космачі працюють дев'ятирічна школа, бібліотека, будинок культури. Відкрито кімнату — музей бойової слави.

## Інфраструктура та перспективи
Через територію села проходять шосейні дороги районного і обласного значення, розміщені лінії електропередач, зв'язку, газопроводу і нафтопроводу. З 04.12.2014 року в Космачі відкрито газове постачання в домівки людей для опалення. Інженерна інфраструктура в селі не впливає на проведення механізованих робіт. У Космачі є можливість встановлення підіймачів. Це дасть поштовх для створення взаємопов'язаної туристичної інфраструктури району в гірській місцевості. Адже однією із найбільших перспектив села є гірськолижний туризм. Село Космач має статус гірського села. Тому збільшення туристів дасть можливість сільським ґаздам додаткового заробітку, а в подальшому — основного. Це призведе в свою чергу до подальшого розвитку села, для якого необхідно буде обов'язкове створення нових туристичних, культурних та інших об'єктів. Село Космач знаходиться в сприятливих природних умовах і відповідає санітарно-гігієнічним вимогам. У селі виявлено родовища газу.

## Відомі персоналії
- Петрушевич Михайло Йосипович — священник УГКЦ, письменник. Оповідання Петрушевича — «образки» з народного життя, помережені містично-релігійними вставками (в стилі Миколи Гоголя, як зазначив Іван Франко). До нас дійшло лише близько 10 оповідань Михайла Петрушевича, написаних під псевдонімами «Євдокій» і «Михайло Новицький»: «Паламар», «Душа», «Вибори», «Градобур», «Солітер», «Що виділа бабуня на тамтім світі».
- Жупанський Олег Іванович  — український поет, перекладач і видавець. Лауреат Премії імені Рильського. Батько Олексія Жупанського.
- Яворський Михайло Володимирович (1980—2023) — старший солдат Збройних сил України, учасник російсько-української війни. Герой України (посмертно).